# Lucien Rousselot
Pour les articles homonymes, voir Rousselot.
Lucien Rousselot, né en 1900 et mort en 1992, est un peintre, illustrateur, et uniformologue français, peintre titulaire de l’Armée française.

## Biographie
Peintre et illustrateur de sujets militaires, au cours de sa carrière, il a produit une abondante iconographie traitant des uniformes portés au sein de l’Armée française sur une vaste période allant du XVIe siècle à la fin du XIXe siècle. Il collabora à partir des années 1920 comme illustrateur et uniformologue à la revue le Passepoil dirigée par Eugène-Louis Bucquoy, pour qui il illustra aussi certaines des séries de cartes consacrés aux uniformes du Premier Empire. Membre de la société La Sabretache il collabora aussi pour la revue de la société  Le Carnet de la Sabretache  et ce jusqu'aux années 1990. Son œuvre considéré comme majeure est la série de 106 planches uniformologiques traitant, pour plus de la moitié d’entre elles, des uniformes français portés durant le Premier Empire L'Armée française, ses uniformes, son armement, son équipement qu'il réalisa de 1943 à 1970.  Pour la réalisation de ses peintures et ses planches il utilisait des mannequins articulés de soldats et de chevaux miniature qu'il avait fabriqué à l'échelle 1/7e, accompagnés d'accessoires. Il est inhumé à Marles en brie (Seine et Marne).

## Publications
- L'Armée française, ses uniformes, son armement, son équipement, 1943-1971 imprimerie Les Procedes Dorel Paris, réimpression partielle 1978-1981 Villejuif Imprimerie L Camus. Série de 106 planches uniformologiques accompagnées de fascicules, couvrant pour la plus grande partie les uniformes de l'armée napoléonienne (68 planches), mais aussi l'Ancien Régime, la Restauration, et le Second Empire.

1. Chevau-légers lanciers 1811-1815
2. Carabiniers 1810-1815
3. Infanterie de ligne - fusiliers 1804-1812
4. Cavalerie, galons de livrée 1786
5. Infanterie légere, généralités 1804-1813
6. Cavalerie, ordonnance de 1750
7. Dragons, généralités 1805-1814
8. Infanterie, règlement de 1786
9. Hussards généralités 1790-1804
10. Dragons, ordonnance de 1750
11. Chasseurs à cheval, généralités 1804-1814
12. Légions départementales 1815-1820
13. Garde Impériale, dragons 1806-1814
14. Cavalerie, règlement de 1786
15. Cuirassiers 1804-1810
16. Dragons, galons de livrée 1786
17. Infanterie, compagnies d'élite 1804-1813
18. Lanciers de la Garde 1854-1870
19. Infanterie, ordonnance de 1736
20. Dragons, trompettes et sapeurs 1804-1814
21. infanterie, règlement de 1791
22. Hussards, généralités 1804-1812
23. Garde Impériale, grenadiers à cheval 1804-1815
24. Dragons, règlement de 1786
25. Dragons, officiers 1804-1815
26. Chasseurs à cheval 1815-1822
27. Cavalerie, ordonnance de 1750
28. Artillerie à pied 1804-1815
29. Infanterie française, ordonnance de 1736
30. Carabiniers 1810-1815
31. Marins de la Garde Impériale 1803-1815 (1)
32. Marins de la Garde Impériale 1803-1815 (2)
33. Infanterie légère, compléments 1804-1813
34. Cuirassiers 1815-1820
35. Infanterie, règlement de 1786
36. Artillerie à cheval 1804-1815
37. Cuirassiers 1810-1815
38. Légions départementales 1815-1820
39. Dragons 1757-1762
40. Grenadiers de la Garde 1800-1815
41. Hussards 1812-1814
42. Lanciers 1830-1837
43. Infanterie française ordonnance de 1736
44. Carabiniers 1804-1810
45. Grenadiers à cheval, trompettes 1804-1815
46. Cuirassiers, officiers 1804-1815
47. Chevau-légers, polonais de la Garde 1807-1814
48. Infanterie de ligne 1812-1815
49. Chasseurs à cheval, officiers 1804-1814
50. Dragons 1815-1821
51. Hussards, règlement de 1786
52. Artillerie à cheval, officiers et trompettes 1804-1815
53. Garde Impériale, dragons 1806-1814
54. Hussards, officiers 1804-1815
55. Train d'artillerie 1800-1815
56. Carabiniers 1815-1825
57. Hussards, schémas 1804-1812
58. Chasseurs à pied de la Garde 1800-1815
59. Cavalerie, règlement de 1786
60. Artillerie à cheval de la Garde 1800-1815
61. Gendarmerie nationale 1791-1800
62. Infanterie de ligne, officiers 1804-1815
63. Grenadiers à pied de la Garde (tête de colonne) 1800-1815
64. Hussards 1815-1820
65. Chevau-léger polonais, de la Garde, trompettes 1807-1814
66. Artillerie à pied 1804-1815
67. Infanterie française et étrangère, ordonnance de 1736
68. Garde Impériale 2e régiment de chevau-légers, lanciers 1810-1815
69. Chasseur à cheval de la Garde 1800-1815 (1)
70. Chasseur à cheval de la Garde 1800-1815 (2)
71. Officiers, généraux 1803-1815
72. Garde Impériale, cuirassiers 1854-1870
73. Dragons, ordonnance de 1762
74. Artillerie à cheval de la Garde, officiers et trompettes 1800-1815
75. Chevau-légers polonais de la Garde, officiers 1807-1815
76. Infanterie légère 1812-1815
77. Chevau-légers lanciers 1811-1815
78. Chasseurs à cheval de la Garde 1857-1870
79. Infanterie française 1720-1736
80. Train d'artillerie de la Garde 1800-1815
81. Officiers d'état major, aides de camp 1803-1815
82. 4e régiment de hussards 1790-1815
83. Chasseurs à cheval de la Garde, trompettes 1800-1815
84. Garde Impériale, dragons 1857-1870
85. Artillerie à pied de la Garde 1808-1815
86. Dragons, compléments 1804-1815
87. Cavalerie, règlement de 1750
88. 2e chevau-légers de la Garde, trompette et officiers 1810-1815
89. Infanterie de ligne, têtes de colonnes 1804-1812
90. Train des équipages 1807-1815
91. Cuirassiers, trompettes 1804-1812
92. Garde Impériale, grenadiers 1854-1860
93. Infanterie française 1720-1736
94. Chasseurs à cheval de la Garde, officiers 1800-1815
95. Gendarmerie d'élite de la Garde 1801-1815
96. Dragons, complément 1804-1815
97. Chasseurs à cheval, trompettes 1804-1815
98. Garde Impériale, guides 1854-1870
99. Infanterie française 1720-1736
100. Maréchaux d'empire 1804-1815
101. Fusilliers de la Garde 1806-1814
102. Cuirassiers, trompettes 1804-1812
103. Sapeurs du génie de la Garde 1811-1815
104. Garde Impériale grenadiers 1860-1870
105. Infanterie française 1720-1736
106. Train d'élite de la Garde, officiers, sous-officiers et trompettes 1800-1815

## Distinctions
- Chevalier de la Légion d'honneur
- Officier des Arts et des Lettres
- Chevalier des Palmes académiques